# Michael Boder
Michael Boder   (Darmstadt, 9 de novembre de 1958 - Viena, 7 d'abril de 2024) va ser un director d'orquestra alemany. Des del 2008 al 2012 va ser és director musical de l'Orquestra Simfònica del Gran Teatre del Liceu.

## Trajectòria
Va començar com a director musical de l'Òpera de Basilea i durant aquesta època els seus compromisos com a director convidat el van portar a Hamburg, Colònia, Múnic, Berlín, Londres i Tòquio.
Michael Boder va exercir de director d'orquestra en els principals teatres d'òpera i va ser un convidat habitual de la Staatsoper de Berlín, Dresden, Hamburg, Múnic i Viena, com també de la San Francisco Opera. Les produccions més importants de la seva carrera inclouen noves produccions de L'Anell del Nibelung de Wagner a la Semperoper de Dresden, Die Jakobsleiter de Schönberg i Gianni Schicchi de Puccini a la Staatsoper de Viena, Lulu de Berg a la Staatsoper de Múnic, com també Lulu i Wozzeck a la Staatsoper de Viena, Wozzeck a la Staatsoper Hamburg, Der fliegende Holländer a la Staatsoper de Berlín i a Tòquio, Le Grand Macabre de Ligeti i l'Anell a San Francisco i Khovànxtxina de Mússorgski al Liceu de Barcelona.
Va dirigir diverses estrenes mundials com Der Riese vom Steinfeld i Oedipe de Friedrich Cerha a la Staatsoper de Viena, Ubu Rex de Krzysztof Penderecki i Was Ihr wollt de Manfred Trojahn a la Staatsoper de Múnic, Das Schloss d'Aribert Reimann a la Deutsche Oper de Berlín i Faustus, the last night de Pascal Dusapin el gener de 2005, com també Phädra de Hans Werner Henze el setembre de 2007 a la Staatsoper de Berlín.
Michael Boder va dirigir igualment concerts a Florència, Lisboa, París i Venècia, i ha treballat amb algunes de les orquestres més prestigioses, entre les quals es troben la Philharmonische Orchester de Berlín, Viena i Hamburg, la Leipzig Gewandhaus Orchester, la Gürzenich-Orchester de Colònia, la Tonhalle-Orchester de Zuric, la Symphoniker de Bamberg, l'NHK Symphony Orchestra de Tòquio, la Filharmonien d'Oslo, la Tschechische Philharmonie de Praga, com també l'RSO i la Symphonische Orchester de Viena.